# Juan Luis Anangonó
Juan Luis Anangonó Léon (Ibarra, 13 april 1989) is een Ecuadoraans profvoetballer die bij voorkeur als aanvaller speelt. Hij verruilde in januari 2015 Chicago Fire voor Club Universidad de Guadalajara.

## Clubcarrière
Hij maakte zijn professionele debuut voor het Ecuadoraanse Barcelona op 16 februari 2008 tegen Universidad Católica. Hij scoorde zijn eerste doelpunt in zijn carrière pas op 28 februari 2010 tegen CD Olmedo. In 2011 vertrok hij naar El Nacional. Hij maakte zijn debuut op 29 januari 2011 tegen Liga de Loja. Op 20 februari scoorde hij tegen Imbabura zijn eerste doelpunt voor El Nacional. In 2011 speelde hij in totaal vijfenveertig competitiewedstrijden waarin hij tweeëntwintig keer scoorde. Nadat hij in het seizoen in 2012 acht keer had gescoord in 28 wedstrijden, werd bekendgemaakt dat Anangonó verkocht zou worden aan Chievo Verona. Beide clubs kregen deze deal niet op tijd rond, waarna Anangonó verhuurd werd aan Argentinos Juniors.
Hij maakte zijn debuut voor Argentinos Juniors in een 1-1 gelijkspel tegen Boca Juniors. Zijn tweede wedstrijd voor de club speelde hij in de derby tegen All Boys waarin hij in de achtentachtigste minuut de winnende 1-0 maakte. Hij sloot zijn seizoen bij Argentinos Juniors af met vijf goals in tweeëndertig wedstrijden. Vervolgens tekende hij op 23 juli 2013 een contract bij het Amerikaanse Chicago Fire. Hij maakte zijn debuut voor Chicago op 10 augustus 2013 tegen Montreal Impact. Op 2 juli 2014 werd hij verhuurd aan het Ecuadoraanse LDU Quito. Daar kende hij een betere periode dan bij Chicago. Hij maakte elf doelpunten in vijfentwintig competitiewedstrijden. Op 18 december 2014 tekende Anangonó bij het Mexicaanse Club Universidad de Guadalajara.

## Interlandcarrière
Anangonó maakte op 11 juni 2012 als invaller in de achtentachtigste minuut zijn debuut voor Ecuador, in een WK-kwalificatiewedstrijd tegen Argentinië.